# عبد الملك الحوثي
أبو جبريل عبد الملك بدر الدين الحوثي (ولد في 22 مايو 1979) هو قائد ثوري وعسكري وسياسي يمني وزعيم حركة أنصار الله الحوثيين منذ 10 أيار (سبتمبر) 2004 ورئيس هيئة الأركان العامة للقوات المسلَّحة اليمنيَّة منذ 18 شباط (فبراير) 2015.

## النشأة

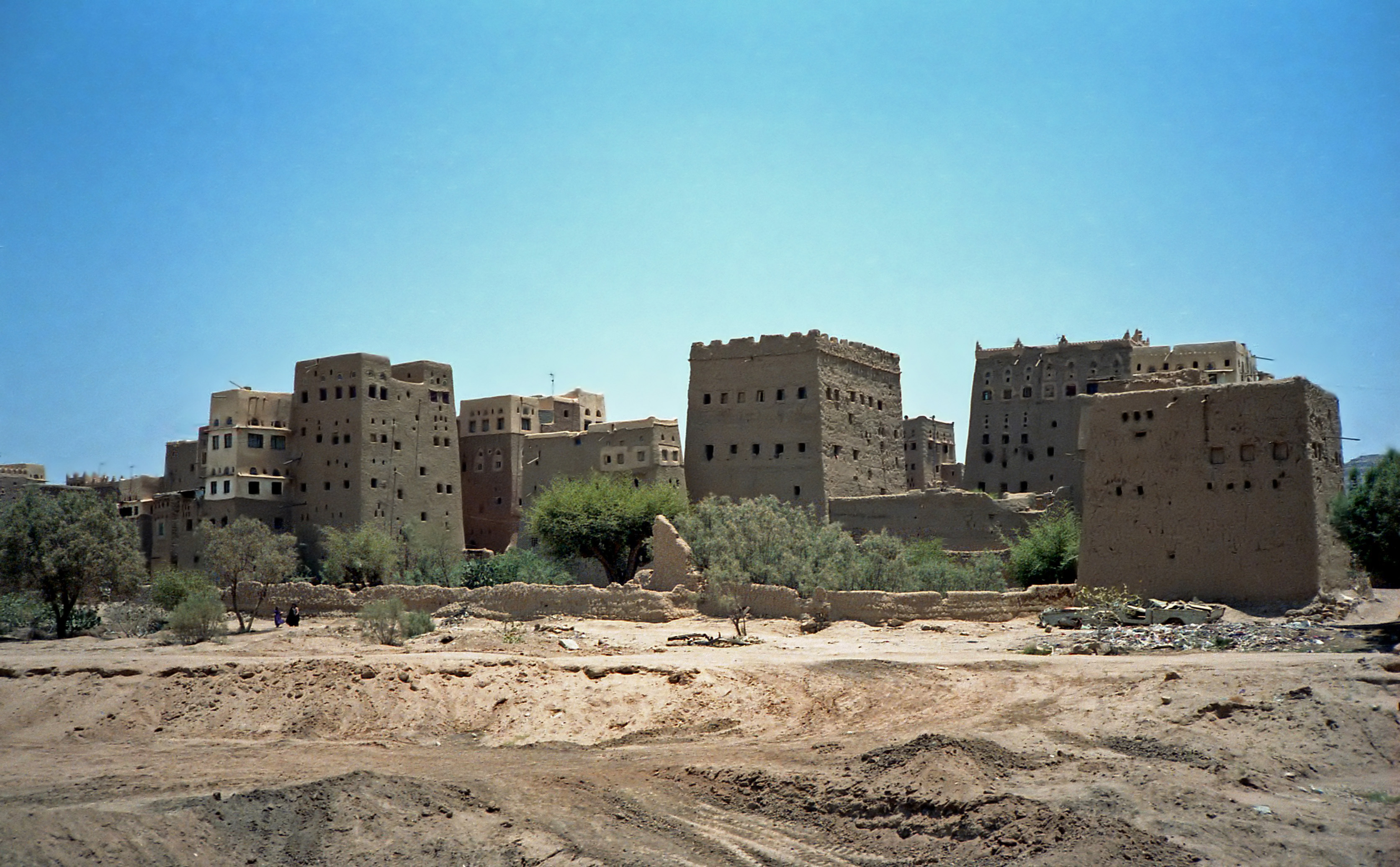
صورة لمحافظة صعدة مسقط رأس عبد الملك الحوثي

ولد عبد الملك الحوثي في محافظة صعدة في قبيلة الحوثي في 22 مايو 1979 في عائلة متدينة، فجده أمير الدين الحوثي وشقيق جده الحسن بن الحسين الحوثي من رجال الدين المعروفين في المنطقة، وكان والده أحد كبار المرجعيات الدينية الزيدية الذي تتلمذ على يدها العشرات من رجال الدين. فكان عبد الملك يتنقل منذ صغره مع اهله ووالده الذي كان يتنقل في وسط أرياف وقرى محافظة صعدة لتدريس العلوم الفقهية ولحل قضايا النزاعات بين الناس، ولم يدرس عبد الملك الدراسة النظامية، أو يحصل على أي شهادة علمية نظراً إلى عيشه في مناطق ريفية قد لا يتوفر فيها التعليم الحكومي، لكنه درس على يد والده الكتابة والعلوم الدينية وفق "المذهب الزيدي" في حلقات تدريس في مسجد القرية منذ سن مبكرة  وقيل إن والده خصص له منهجاً تدريسياً خاصاً عندما بلغ الثالثة عشر، فكان والده يقول عنه "طارقة" (أي "علامة") وإنه قطع شوطاً متقدماً في التحصيل الدراسي  وقيل إن عبد الملك قد تزوج وهو في سن الرابعة عشر. في منتصف التسعينيات ترك عبد الملك محافظة صعدة واتجه إلى العاصمة اليمنية صنعاء للعيش مع أخيه الأكبر حسين مؤسس جماعة «الشباب المؤمن» (التي عرفت فيما بعد بجماعة أنصار الله) وتأثر به كثيراً حتى صار فيما بعد بمثابة الأب الروحي له وقدوة له، وعمل كحارس شخصي لأخيه حسين الذي كان آنذاك عضواً في البرلمان اليمني عن حزب الحق، وبالرغم من أنه كان حارساً لأخيه إلا أنه قيل إنه تعلم في صنعاء ثقافة المدن المختلفة عن ثقافة القرى، وتفتحت مداركه للانتماءات الحزبية والجغرافية والأيديولوجية والجانب السياسي، حسب ما ذكر «عابد المهذري» في مقالة صحفية له، وهو صحفي مقرب من الحوثي كتب سيرة ذاتية عن حياة عبد الملك.

### عقوبات دولية
في 8 يونيو فرض الاتحاد الأوروبي عقوبات على عبد الملك الحوثي وأحمد علي عبد الله صالح، ونصت العقوبات على منعهم من السفر و«تجميد الأصول المالية»، وذلك تنفيذاً لقرار مجلس الأمن رقم 2216. ويشمل قرار مجلس الأمن حظر توريد الأسلحة والعتاد ووسائل النقل العسكرية، لعلي عبد الله صالح ونجله أحمد وعبد الملك الحوثي وعبد الخالق الحوثي وعبد الله يحيى الحكيم (أبو علي الحاكم)، وكافة الأطراف التي تعمل لصالحهم أو تنفيذاً لتعليماتهم في اليمن، 
وطالب القرار الدول المجاورة بتفتيش الشحنات المتجهة إلى اليمن في حال ورود اشتباه بوجود أسلحة فيها، وطالب الحوثيون بوقف القتال وسحب قواتهم من المناطق التي فرضوا سيطرتهم عليها بما في ذلك صنعاء. ويدعو نص القرار جميع الأطراف اليمنية إلى المشاركة في مؤتمر من المقرر عقده في العاصمة السعودية الرياض تحت رعاية مجلس التعاون الخليجي.

## الإعلام
بعد تولي عبد الملك الحوثي قيادة جماعة الحوثيين اهتم كثيراً بالجانب الإعلامي لجماعته والذي كان شبه غائب تماماً في فترة بداية نشائه الجماعة فأنشاء العديد من القنوات الفضائية وكان أبرزها قناة المسيرة التي أُطْلِق أول بث تجريبي لها في 23 مارس 2012  وبالإضافة إلى القنوات الفضائية أنشأ الحوثيون العديد من المحطات الإذاعية الخاصة بهم مثل إذاعة سام أف إم وكذلك العديد من المواقع الإخبارية.